# 上山元気
上山 元気（うえやま げんき、1993年9月18日 - ）は、中京テレビ放送のアナウンサー。

## 来歴
兵庫県丹波市出身。高校生のころからアナウンサー志望で、関西学院大学進学後には大阪のアナウンススクール「セイアカデミー」に通っていた。同スクールの同期である清水康志（IBC岩手放送アナウンサー）は、大学時代からの友人。
大学卒業後の2016年4月に中京テレビへ入社。同期の磯貝初奈とともに、中京テレビ旧社屋（名古屋市昭和区高峯町）時代に入社した最後のアナウンサーとなる。
2023年9月29日、『キャッチ!』のエンディングにて第一子誕生を発表。育児休業のため、翌週から担当番組を休演。
2024年3月 、半年間の育休から復帰。その後は『定時ニュース』『キャッチ！』におけるナレーションを担当。
2024年3月11日・12日、冬季休暇中だった望月杏夏の代役で育休復帰後初となる『キャッチ！』のスタジオ出演となった。

## 現在の担当番組
太字は現在担当中
- NNN枠定時ニュース
- キャッチ！
  - 不定期中継リポーター（2016年10月19日 - 2017年10月9日）
  - 鈴木康一郎の育児休業に伴う代理（2021年1月13日 - 15日・20日 - 22日・27日 - 29日・2月3日）
  - 木曜サブキャスター（2021年4月1日 - 2022年3月24日）
  - 水・金曜中継リポーター（2021年4月2日 - 2022年3月25日）
  - 金曜サブキャスター（2022年4月1日 - 5月27日）
  - 木・金曜サブキャスター（2022年6月2日 - 2023年9月29日）
  - 育休取得のため休演（2023年10月2日 - 2024年2月29日）
  - 望月杏夏の代理（2024年3月11日・12日）
  - 月・木曜サブキャスター（2024年4月1日 - ）
  - 金曜メインキャスター（2024年4月5日 - ）
- キャッチ!ブランチ（2017年1月9日 - 2018年3月30日）- キャスター[6]
- スポーツ中継 - 実況（2017年10月1日 - ）[7]
- ZIP!- 中京テレビローカルパートキャスター
  - 不定期担当（2018年4月26日 - 2023年3月31日）[3]
- ササシマ BASE Lab. - 新製品担当研究員（2018年4月7日 - ）
- まんなかチュウキョ〜[2]
- ボイメン ジャパネスク